# 氙酸盐
氙酸盐是氙酸形成的盐类，目前仅已知MIHXeO4。碱金属的氙酸盐固体粉末可以通过将三氧化氙溶液与碱金属氢氧化物严格按等比混合，再经冷冻和干燥而制得。氙酸钠（NaHXeO4·1.5H2O）和氙酸钾是白色的，氙酸铷和氙酸铯（CsHXeO4）则是黄色的，而氙酸锂是否存在仍待证实。
碱金属的氙酸盐比较稳定，干燥时可以在150-160°C下都是稳定的。不过受机械震动时就会发生爆炸。它们能溶于水，但不溶于无水乙醇、氯仿、叔丁醇和四氯化碳。